# Campeonato Panamericano de Clubes de 1994
El Campeonato Panamericano de Clubes de 1994 fue la segunda edición de este torneo. 
Se disputó en Córdoba y Olavarría.
El campeón de esta edición fue Franca/Cosesp (Brasil).

## Equipos participantes
| País               | Equipo                                               |
| ------------------ | ---------------------------------------------------- |
| Argentina 2 cupos  | Olimpia de Venado Tuerto Asociación Deportiva Atenas |
| Brasil 2 cupos     | Franca/Cosesp Pitt/Corinthians (RS)                  |
| Canadá 1 cupo      | Alberta G. Bears                                     |
| Chile 1 cupo       | Petrox                                               |
| Cuba 1 cupo        | Capitalino                                           |
| Dominicana 1 cupo  | Los Prados                                           |
| México 1 cupo      | Tecos                                                |
| Puerto Rico 1 cupo | A.S. Germán                                          |